# جوجل DNS العام
جوجل DNS العام بالإنجليزية: (GOOGLE Public DNS) هي خدمة نظام أسماء النطاقات (DNS) المجانية التي تقدمها جوجل لمستخدمي الإنترنت حول العالم. وهو يعمل خادم الأسماء
تم الإعلان عن جوجل Public DNS في 3 ديسمبر 2009،  في محاولة وصفها بأنها «تجعل الويب أسرع وأكثر أمانًا». اعتبارًا من عام 2014، تعد أكبر خدمة DNS عامة في العالم، حيث تتعامل مع 400 مليار طلب يوميًا. لا يرتبط جوجل Public DNS بـ جوجل Cloud DNS ، وهي خدمة استضافة نظام أسماء النطاقات.

## الخدمات
يعمل جوجل Public DNS على خوادم أسماء متكررة للاستخدام العام على عناوين IP 8.8.8.8 و 8.8.4.4 لخدمة IPv4 و 2001: 4860: 4860 :: 8888 و 2001: 4860: 4860 :: 8844 ، للوصول إلى IPv6 . يتم تعيين العناوين إلى أقرب خادم تشغيلي عن طريق توجيه بث نحو الأقرب .

## التاريخ
في ديسمبر 2009، تم إطلاق جوجل Public DNS مع إعلانها  على المدونة الرسمية لـ جوجل بواسطة مدير المنتج Prem Ramaswami ، مع منشور إضافي على جوجل كود.

## أنظر أيضا
- 1.1.1.1
- أبندنس

## روابط خارجية
مدونة المطورين الرسمية